# Créteil – Université (stanice metra v Paříži)
Créteil – Université je nepřestupní stanice pařížského metra na lince 8. Nachází se za hranicemi Paříže ve městě Créteil. Jedná se o venkovní stanici, která byla vybudována na silničním obchvatu.

## Historie
Stanice byla otevřena 10. září 1974 jako součást úseku od stanice Créteil – L'Échat po současnou konečnou Créteil – Préfecture.

## Název
Jméno stanice má dvě části. Créteil podle města, ve kterém se stanice nachází a Univerzita je odvozena od nedaleké Université de Paris XII Val-de-Marne.